# Pedro Morenés
Pedro de Morenés y Álvarez de Eulate (ur. 17 września 1948 w Madrycie) – hiszpański prawnik, menedżer i polityk, sekretarz stanu w różnych resortach, od 2011 do 2016 minister obrony.

## Życiorys
Ukończył studia prawnicze na Uniwersytecie Nawarry, kształcił się także m.in. w zakresie zarządzania przedsiębiorstwem na Uniwersytecie Deusto. Od 1979 praktykował w zawodzie prawnika, pracował w prywatnych korporacjach, od 1991 zawodowo związany z państwowym holdingiem Instituto Nacional de Industria, kierował działem prawnym w departamencie stoczniowym. Jednocześnie zajmował się działalnością dydaktyczną jako wykładowca w instytutach studiów morskich.
Politycznie związany z Partią Ludową. W rządach, którymi kierował José María Aznar, pełnił funkcje sekretarza stanu ds. obrony w Ministerstwie Obrony (1996–2000), sekretarza stanu ds. bezpieczeństwa w Ministerstwie Spraw Wewnętrznych (2000–2002) oraz sekretarza stanu ds. polityki naukowej i technologicznej w Ministerstwie Nauki i Technologii (2002–2004). Po porażce ludowców w kolejnych wyborach przeszedł do sektora prywatnego. Był sekretarzem generalnym organizacji przedsiębiorców Círculo de Empresarios (2005–2010), przewodniczącym rady dyrektorów przedsiębiorstwa okrętowego Construcciones Navales del Norte (2009–2011) i prezesem koncernu zbrojeniowego MBDA (2011).
Po zwycięstwie Partii Ludowej w wyborach w 2011 powierzono mu stanowisko ministra obrony w rządzie, na czele którego stanął Mariano Rajoy. Zakończył urzędowanie w listopadzie 2016.